# Stade des Antonins
Le Stade des Antonins est un stade de football situé à Nîmes. Sa construction débute en mai 2022 et s'achève en décembre de la même année. Ce stade est conçu pour accueillir les matchs du Nîmes Olympique entre 2022 et 2026.

## Historique
À la fin des années 2010, le Nîmes Olympique cherche à construire un nouveau stade en raison des limites fonctionnelles du Stade des Costières. En juillet 2019, le club annonce la destruction puis la reconstruction d'une enceinte sur le même emplacement que les Costières. Durant la période des travaux, le NO envisage ainsi de jouer durant trois années dans une enceinte de transition située de l'autre côté de l'autoroute A9.
La ville de Nîmes loue le terrain de ce nouveau stade provisoire à la société par actions simplifiée (SAS) Nemau, détenue par le président du Nîmes Olympique Rani Assaf. Cette mise à disposition à titre précaire et provisoire voit une convention de cinq années fixée entre les deux parties. En juillet 2021, la municipalité signe le permis de construire du stade provisoire et fait débuter les fouilles archéologiques sur le site par l'INRAP,.
Initialement prévu en novembre 2021, le début des chantiers commence finalement au milieu du mois de mai 2022. Financé en intégralité par la SAS Nemau, le coût total de la construction est estimé à environ 11 millions d'euros.
Après plusieurs reports, le Nîmes Olympique prévoit d'évoluer dans l'enceinte à partir de décembre 2022. Initialement prévue à 11 932 places, la capacité du stade est finalement portée à 9 300 puis à 8 033 places,.
À la suite d'une consultation publique avec trois propositions de noms, Rani Assaf valide cette nouvelle appellation et la dénomme stade des Antonins en juin 2022. Ce nom fait référence à la dynastie des Antonins auquel appartient l'empereur Antonin le Pieux, originaire de Nemausus.

## Structure et équipements
| Tribune Ouest : 2 828 places | Tribune Sud : 1 220 places                                                                                            | Tribune Est : 2 948 places |
| --- | --- | --- |
| - A : 240 places - B : 408 places - C : 480 places - D : 256 places - E : 256 places - F : 480 places - G : 468 places - H : 240 places | - I : 186 places - J : 186 places - K : 136 places - L : 186 places - M : 136 places - N: 176 places - O : 214 places | - P : 214 places - Q : 212 places - R : 466 places - S : 228 places - T : 416 places - U : 388 places - V : 260 places - W : 160 places - X : 396 places - Y : 208 places |

### Architecture
Dans la prévision des architectes, les tribunes sont disposées autour du terrain de façon disparate et ne doivent pas être reliées entre elles. Les tribunes ouest et est sont parallèles à la ligne de touche et les tribunes nord et sud sont situées derrière les buts.
Définie à sa création comme provisoire, l'enceinte est conçue par des armatures modulaires en acier et par des structures tubulaires métalliques. Cette constitution spécifique a pour but originel de démonter l'intégralité des tribunes. Situé derrière la tribune ouest, l'unique bâtiment en béton armé du stade doit abriter les vestiaires ainsi que les espaces partenaires et médias.

### Terrain de jeu
Le terrain de jeu du stade des Antonins doit être constituée d'une pelouse hybride.

## Environnement et accès

### Situation
Le stade des Antonins est situé dans le quartier des Costières, dans la partie sud de la commune nîmoise. L'enceinte se trouve à l'ouest de la zone d'activité commerciale du Mas de Vignoles qui est entourée par l'autoroute A9 et l'autoroute A54. Elle est localisée dans une zone inondable à aléa résiduel dans le plan de prévention du risque inondation de la ville.
Le site du stade s'étend sur 2,6 hectares.

### Transports
Le stade des Antonins est desservi par la ligne 8 du réseau de bus Transports en commun de Nîmes (Tango !) via la station Coudou.
En voiture, le stade est accessible depuis le réseau autoroutier par la sortie numéro 25 « Nîmes-Ouest » de l'A9 ou par la sortie numéro 1 « Nîmes-Centre » de l'A54. De plus, le stade se trouve à dix kilomètres de l'aéroport de Nîmes-Garons.
Contrairement à ce qui était prévu au départ du projet, le stade ne dispose pas de zones de stationnement qui lui sont propres. Une convention est ainsi établie avec le centre commercial Cap Costières limitrophe pour disposer des parkings lors des matchs du Nîmes Olympique. Cet accord se caractérise par un sponsoring sur les maillots du club à partir de 2021.